# Siberische zilverspar
De Siberische zilverspar (Abies sibirica) is een naaldboom uit de dennenfamilie (Pinaceae). De wetenschappelijke naam van de soort werd gepubliceerd door Carl Friedrich von Ledebour in 1833.

## Kenmerken
Siberische zilversparren worden gemiddeld 30 meter hoog, met een diameter van 50 cm. Heeft een grijsgroene tot grijsbruine stam. De naalden aan de onderzijde van de scheut bereiken lengten van 3 à 4, terwijl die aan de bovenzijde 1 à 1,5 cm lang zijn. De apex van de naald is afgestompt. De lichtgroen gekleurde naalden zijn sterk geurend. De kegels zijn ovaal, hebben een lengte van 5 à 9 cm en een dikte van 2 à 3 cm.

## Verspreiding
Siberische zilversparren komen voor in Rusland van de Oblast Archangelsk tot aan de Amoervallei. Komt ook voor in de Altaj en Tiensjan.
... · 
A. alba (Gewone zilverspar) · 
A. balsamea (Balsemzilverspar) · 
A. cephalonica (Griekse zilverspar) · 
A. cilicica (Syrische zilverspar) · 
A. concolor (Coloradozilverspar) · 
A. fraseri (Fraserspar) · 
A. grandis (Reuzenzilverspar) · 
A. holophylla (Mantsjoerijse zilverspar) · 
A. homolepis (Nikko-zilverspar) · 
A. koreana (Koreaanse zilverspar) · 
A. nephrolepis (Oost-Siberische zilverspar) · 
A. nordmanniana (Kaukasische zilverspar) · 
A. pinsapo (Spaanse zilverspar) · 
A. procera (Edelspar) · 
A. sachalinensis (Sachalin-zilverspar) · 
A. sibirica (Siberische zilverspar) · 
A. veitchii (Japanse zilverspar) · 
...